# فلوركويديا بويلو
فلوركويديا بويلو (بالإنجليزية: Florquidia Puello)‏ مواليد 27 يوليو 1995، هي لاعبة كرة يد دومينيكية تلعب كجناح أيسر. مثلت منتخب جمهورية الدومينيكان لكرة اليد للسيدات.

## سجل المنافسة
شاركت في البطولات التالية:
- بطولة العالم لكرة اليد للسيدات 2013